# Bernsbach
Bernsbach ist ein Ortsteil der Stadt Lauter-Bernsbach im sächsischen Erzgebirgskreis, der zusammen mit dem Ortsteil Oberpfannenstiel etwa 4600 Einwohner zählt.

## Geographie

### Geographische Lage
Der Ort erstreckt sich vom Tal des Schwarzwassers bis zum Spiegelwald auf 728 m ü. NN und bietet damit eine gute Aussicht über die erzgebirgischen Städte Aue und Schwarzenberg. Aus diesem Grund wird Bernsbach auch „Balkon des Erzgebirges“ genannt.

### Nachbarorte
| Oberpfannenstiel | Dittersdorf mit Dreihansen                  |           |
|                  | Kompassrose, die auf Nachbargemeinden zeigt | Grünhain  |
| Lauter           | Neuwelt                                     | Beierfeld |

## Geschichte

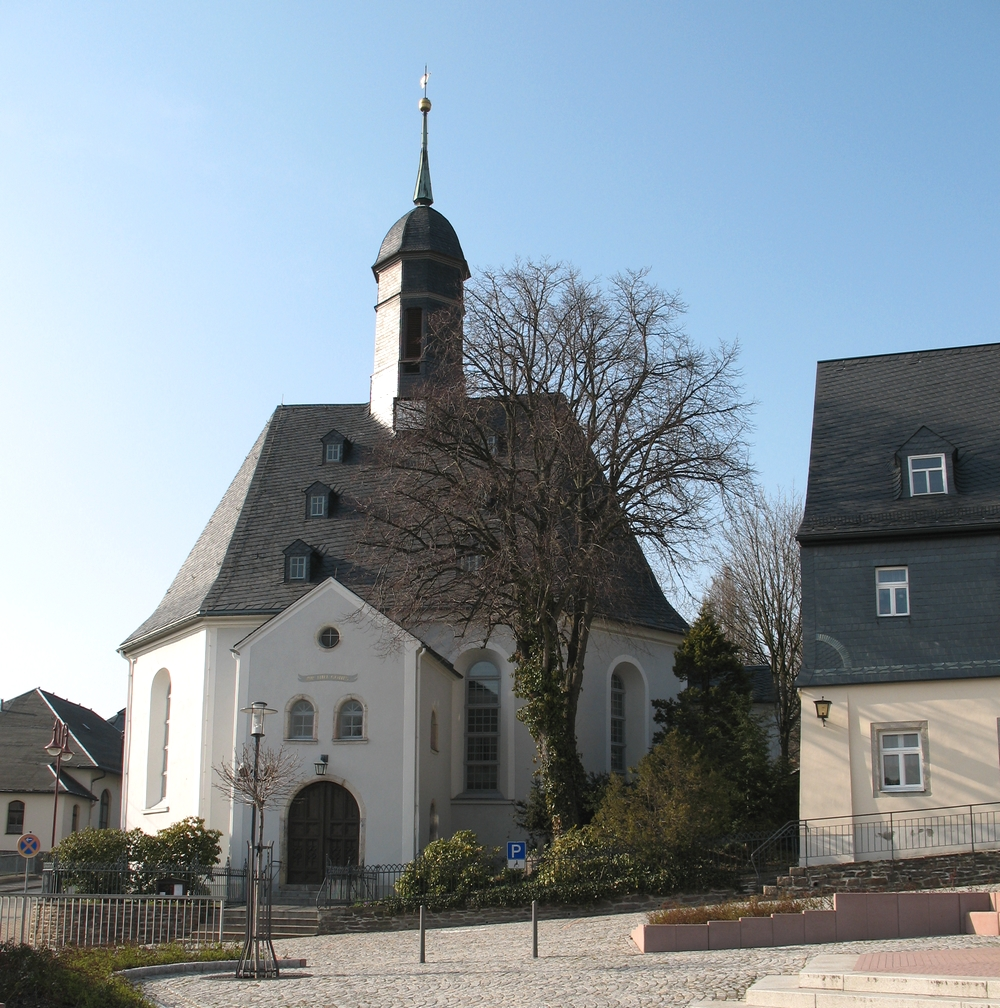
Dorfplatz und Pfarrkirche zur Ehre Gottes von Bernsbach

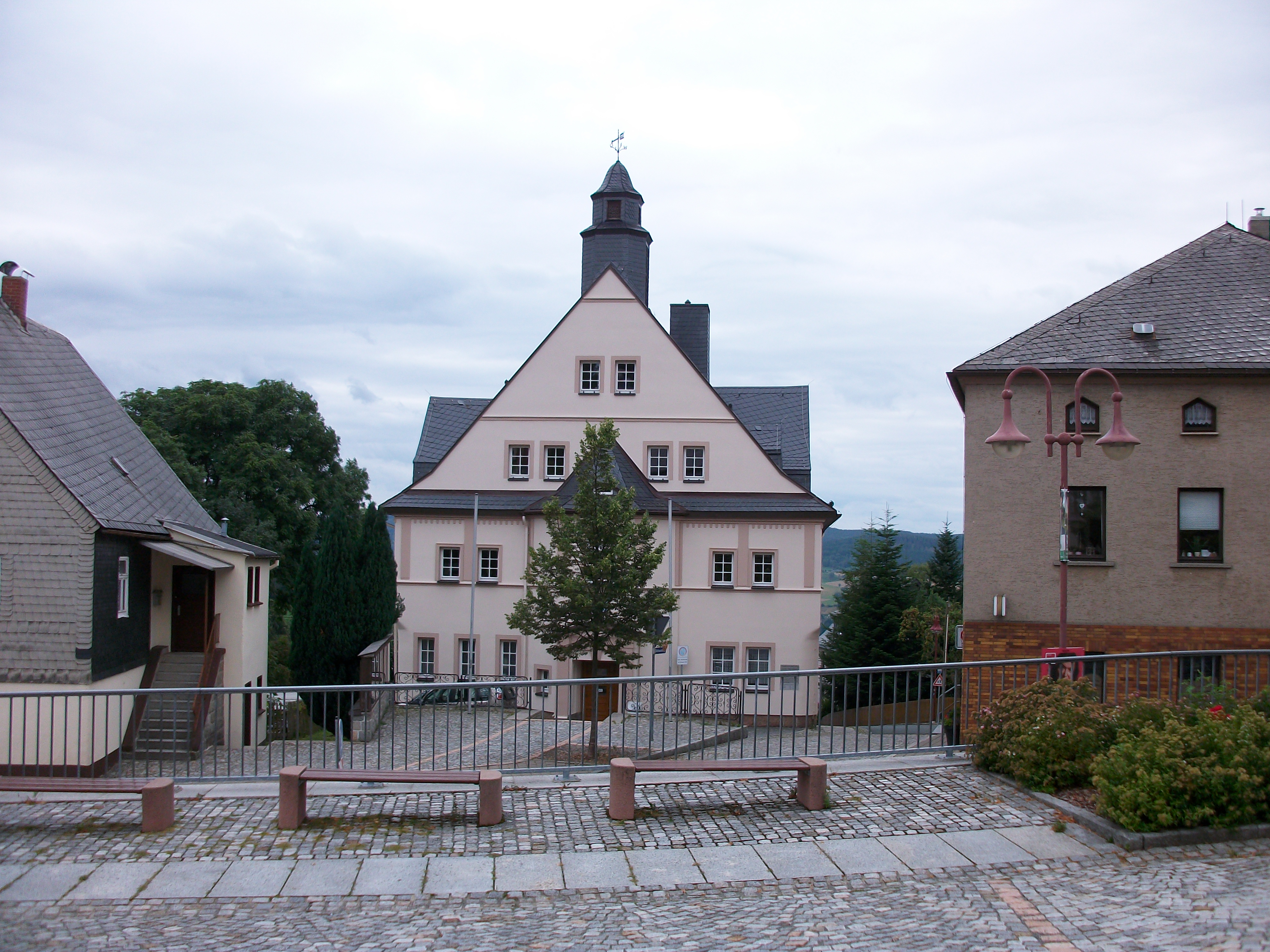
Rathaus Bernsbach

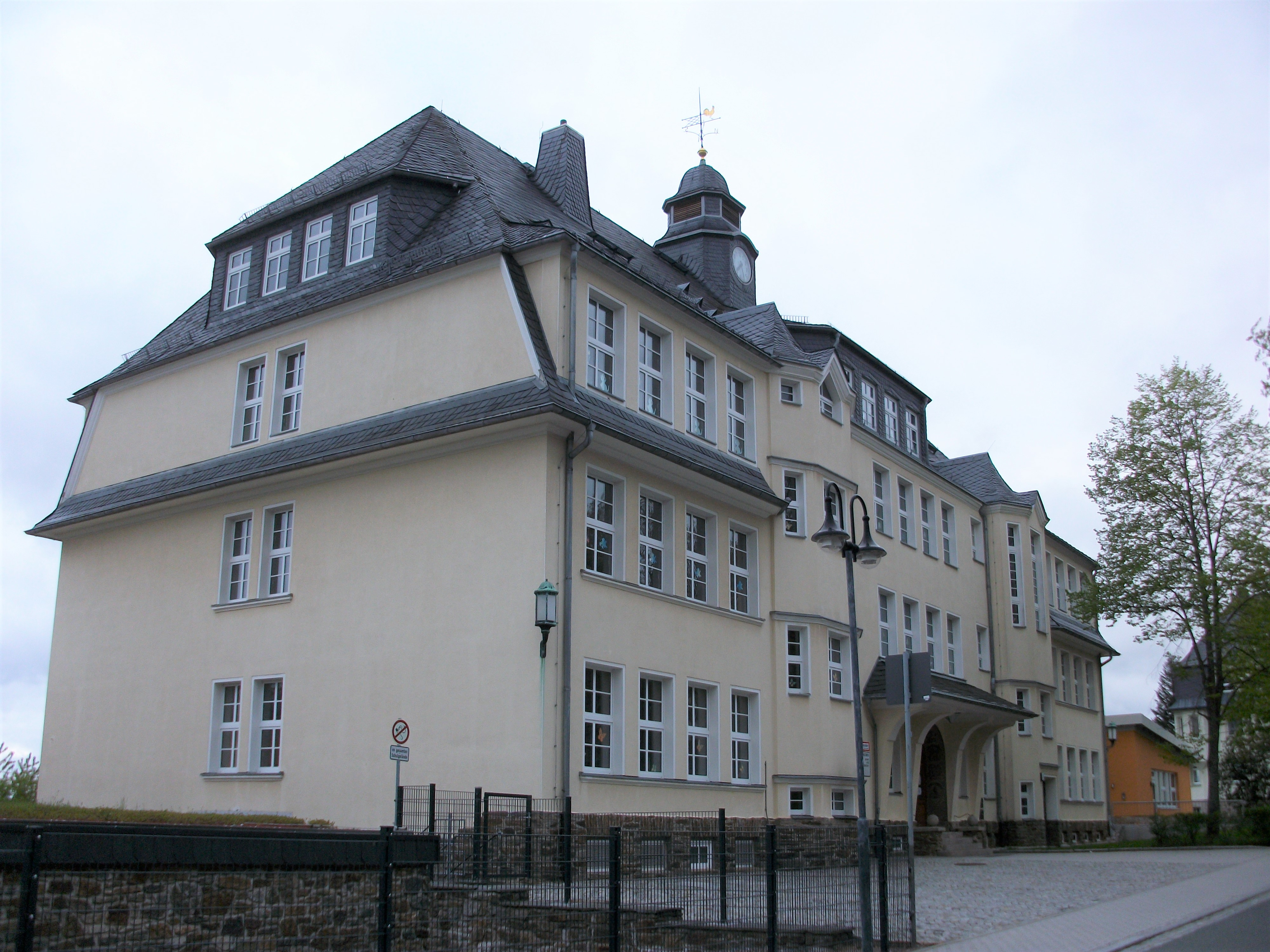
Hugo-Ament-Grundschule (Bernsbach)

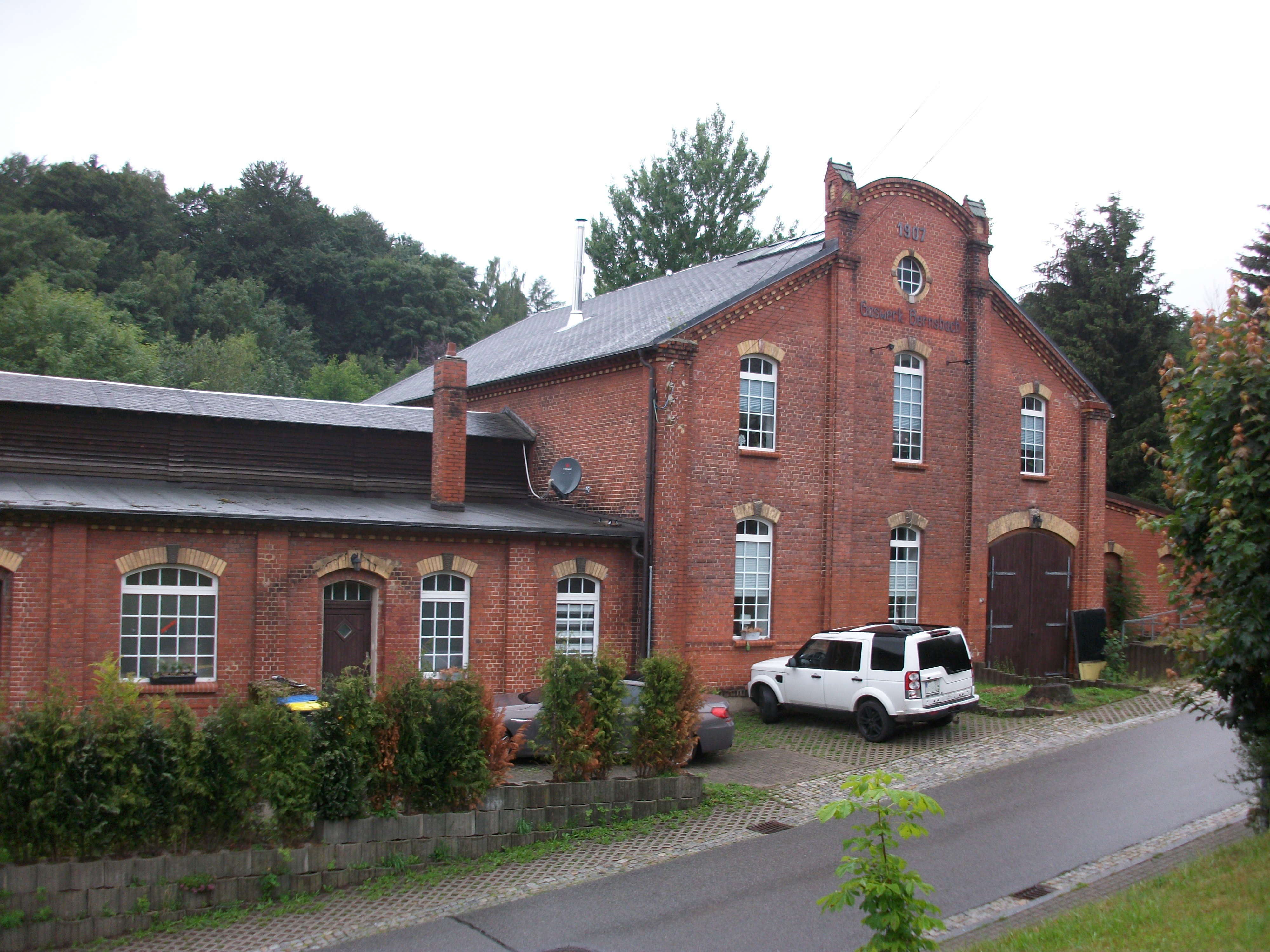
Ehemaliges Gaswerk Bernsbach

Bernsbach wurde um 1200 vermutlich von fränkischen Siedlern als Waldhufendorf gegründet. 1240 wurde es als Wernhardispach erstmals urkundlich erwähnt. Um 1460 wurde der Ort im Terminierbuch der Zwickauer Franziskaner als Pernsbach bezeichnet. Bernsbach gehörte zu dieser Zeit dem Grünhainer Kloster und nach dessen Auflösung ab 1536 zum Amt Grünhain. 1874 wurde die Gemeinde dem Amtsgericht Schwarzenberg zugeteilt und gehört seit 1950 zum Gerichtsstand Aue.
Von 1679 bis 1681 baute man in der Ortsmitte eine Kirche und löste sich damit vom Nachbarort Beierfeld, in das Bernsbach bis dahin eingepfarrt war.
Während der Blütezeit des Bergbaus im Erzgebirge fand man auch in Bernsbach Eisen, Silber und Schwefel. Die gewonnenen Erze wurden in einer Schmelzhütte verarbeitet. Um 1538 siedelten sich Hammerschmiede und Verzinner im Oberdorf an und brachten damit die handwerkliche Verarbeitung von Metall in die bis dahin reine Bauernsiedlung. Um die Öfen mit Brennstoffen zu versorgen, kamen außerdem auch Köhler in das Dorf.
Weitere handwerkliche Schwerpunkte bildeten die seit dem 17. Jahrhundert betriebene Löffelmacherei sowie die Spitzenklöppelei. In den Jahren um 1800 war zudem das Petschaftsstecherhandwerk, die Herstellung von amtlichen Stempeln und Wappen, in Bernsbach heimisch. Mit dem Bau der Bahnlinie von Zwönitz nach Scheibenberg im Jahre 1900 erfolgte dann ein weiterer Aufschwung der ansässigen Wirtschaft.
Die alte Tradition der Schwarz- und Weißblechproduktion sowie die Herstellung von Eisenwaren ist bis heute in Bernsbach erhalten geblieben.
1987 wurde das 750-jährige Bestehen begangen, das auf eine Erwähnung im Jahr 1237 zurückgeführt wurde.
Zur Festlegung der zukünftigen Entwicklung von Bernsbach wurde am 26. Juni 2011 ein Bürgerentscheid durchgeführt, ob sich Bernsbach mit der benachbarten Stadt Lauter oder mit Grünhain-Beierfeld zusammenschließen soll. Nach dem Bürgerwillen erfolgte am 1. Januar 2013 eine Fusion mit Lauter. Die Vereinbarung über die Vereinigung zur Stadt Lauter-Bernsbach war am 23. August 2012 geschlossen worden.

## Einwohnerentwicklung
Folgende Einwohnerzahlen beziehen sich auf den 31. Dezember des voranstehenden Jahres mit Gebietsstand Januar 2007:
| 1982 bis 1988 - 1982: 5049 - 1983: 4968 - 1984: 4922 - 1985: 4827 - 1986: 4703 - 1987: 4619 - 1988: 4530 | 1989 bis 1995 - 1989: 4360 - 1990: 4220 - 1991: 4119 - 1992: 4057 - 1993: 4025 - 1994: 4233 - 1995: 4568 | 1996 bis 2002 - 1996: 4778 - 1997: 4847 - 1998: 4847 - 1999: 4747 - 2000: 4714 - 2001: 4740 - 2002: 4761 | 2003 bis 2009 - 2003: 4719 - 2004: 4714 - 2005: 4632 - 2006: 4562 - 2007: 4544 - 2009: 4495 | seit 2010 - 2010: 4410 - 2011: 4480 |

Quelle: Statistisches Landesamt des Freistaates Sachsen

## Partnerstadt
- Vohenstrauß, Bayern

## Verkehr

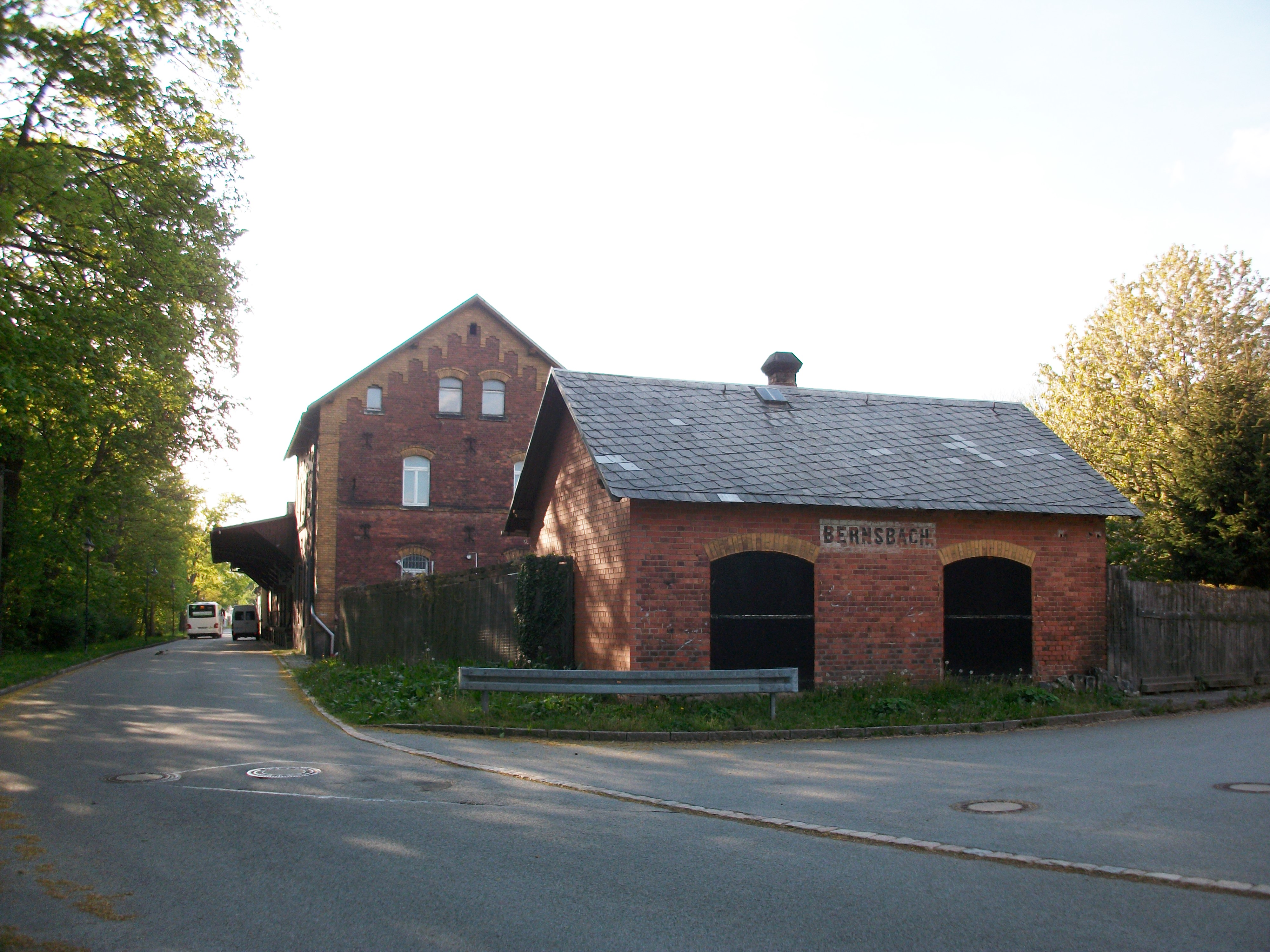
Bahnhof Bernsbach, Empfangs- und Wirtschaftsgebäude (2016)

Der Bahnhof Bernsbach wurde am 1. Mai 1900 als Haltestelle an der Bahnstrecke Zwönitz–Scheibenberg eröffnet und 1905 zum Bahnhof erhoben. Mit der Demontage des Abschnitts Zwönitz–Elterlein ging er am 21. August 1947 außer Betrieb. Am Standort an der „(Oberen) Bahnhofstraße“ in Bernsbach sind das Empfangsgebäude, der Güterschuppen und einige Wirtschaftsgebäude noch vorhanden.
Heute befindet sich der nächste Bahnhof in Lauter am südwestlichen Ortsrand im Schwarzwassertal.

## Vereine
- SV Saxonia Bernsbach
- TV 1864 Bernsbach (Turnverein)
- Bernsbacher Musikanten e. V. (Blasmusikverein)

## Persönlichkeiten

### Ehrenbürger
- Wolfgang Kaden (1927–2014), seit 30. Juni 2012, Entwicklung der künstlichen Niere Aue I und II
- Erika Hackebeil, Gemeindeschwester i. R.
- Manfred Lerch (* 1930) , Gemeinderat a. D.

### Weitere Personen, die mit Bernsbach in Verbindung stehen
- Fritz Alfred Zimmer (1880–1954), Lehrer und Dichter
- Curt Herbert Richter (1898–1974), Musiker
- Herbert Stoll (1905–1962), erzgebirgischer Mundartdichter
- Karl Wolf (1924–2005), Fußball-Nationalspieler in der Fußballnationalmannschaft der DDR
- Siegfried Wolf (1926–2017), Fußball-Nationalspieler in der Fußballnationalmannschaft der DDR
- Eberhard Goldhahn (1927–2022), Jurist und CDU-Politiker
- Armin Härtel (1928–2019), erster Bischof der evangelisch-methodistischen Kirche in der DDR von 1970 bis 1986.
- Dagmar Meyer (1931–2021), Mundartsprecherin und -autorin
- Lothar Seyfarth (* 1931), Musiker, Pianist und Dirigent, hier geboren
- Gottfried Eberlein (1936–2023), Fußballspieler
- Ludwig Mehlhorn (1950–2011), Bürgerrechtler und Mathematiker
- Gudrun Trendafilov (* 1958), Malerin und Grafikerin
- Rüdiger Süß (1972–1998), Rennfahrer